# Valborg Wikander
Valborg Ulrika Wikander, född 23 juni 1893 i Frillesås, Hallands län, död 5 december 1936 i Göteborg, var en svensk folkskollärare, målare och tecknare.
Hon var dotter till organisten och folkskolläraren Otto Wikander och Maria Charlotta Nyberg. Efter avlagd  folkskollärarexamen arbetade hon som lärare i bland annat Starrkärr i Halland. Hennes konst består av porträtt, landskapsskildringar, avbildningar av kulturföremål samt teckningar, karikatyrer och illustrationer för tillfällighetspublikationer. Wikander är representerad vid Varbergs museum med ett tiotal pastellmålningar.    